# Павлово Поле

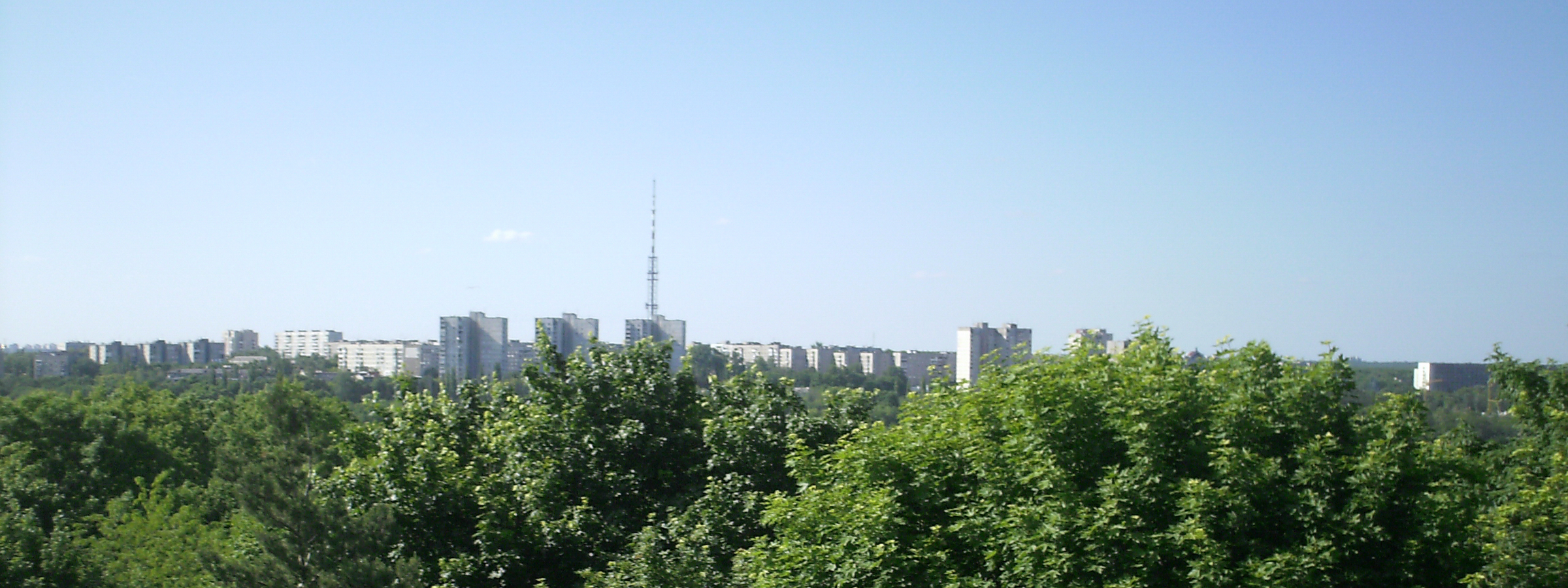
Вид с канатной дороги. Внизу Лесопарк

Па́влово По́ле (укр. Павлове Поле) — жилой массив и исторический район города Харькова, отделённый от центральной (Нагорной) части города Саржиным яром. Назван так по фамилии купца Павлова, по универсальному магазину которого («дому Павлова») была названа Павловская площадь и которому принадлежала часть данной, тогда загородной, местности в середине XIX века.

## Географическое положение
Павлово Поле находится в центральной части современного Шевченковского административного района города.
Представляет собой водораздел между реками Саржинка и Алексеевка, то есть расположено между Саржиным и Алексеевским ярами, являющимися его естественными границами. С западного склона Павлова Поля вода стекает в реку Алексеевку, с восточного — Саржинку.
Павлово Поле имеет ширину (по перпендикуляру, не по проспекту Науки) в среднем 2,5 км и сужается до 1,8 км в районе улицы Алупкинской.
- С запада район ограничен улицей Клочковской, за которой начинается Старая Павловка,
- с юга — отделяющим от Нагорного района Саржиным яром, проходящим через Лесопарк до бывшего Комсомольского озера (периодически заболоченого) ниже Института неотложной хирургии,
- с востока — отделяющей от Лесопарка улицей Алексея Деревянко; в районе улиц Деревянко и Балакирева находится Старое Павлово Поле[5],
- с севера — отделяющей от Алексеевки Алексеевской балкой с садовыми участками и Новокомсомольской улицей с гаражами и небольшим Алексеевским прудом-отстойником (Новокомсомольским озером) с дамбой на ул. Клочковской.

## История и застройка
На месте Павлова Поля находились земли (поля), принадлежавшие харьковским купцам Па́вловым, как и их же село Павловка (Харьков), которое было расположено между улиц Клочковской, Новгородской и рекой Лопань.
Первоначально в 19 веке Павлово Поле официально называлось Полосная Пустошь.
Накануне начала застройки всё Павлово Поле было распахано под огороды, и в выходные дни жители Дзержинского района по пыльной сельской улице (позже проспект Ленина, ныне просп. Науки) подходили к Саржиному Яру, спускались в него крутыми тропинками,. утоляли жажду у источника и, наполнив бутылки холодной водой, поднимались с немалым трудом на Павлово Поле и брели по солнцепёку на свои участки, тянувшиеся до леса, где ныне проходит улица Деревянко.
Район Старое Павлово Поле, застроенный малоэтажными домами, до постройки виадука по ул. Деревянко в 1970 году был соединён с Нагорным районом города улицей Фронтовой по дамбе Комсомольского озера в Саржином яру.
Первоначально проект детальной планировки жилого массива Павлово Поле, по которому в 1956 году было начато строительство, был выполнен архитекторами А. Г. Крыкиным, Л. М. Тюльпой и И. Я. Фейгиным. В основу его архитектурно-планировочной системы была положена регулярная застройка небольшими кварталами по 8—12 га каждый. Возведённые три квартала в дальнейшем вошли в состав микрорайонов № 1 и 2 (обе стороны просп. Ленина, на углах ул. Отакара Яроша). Авторы застройки этих кварталов — архитекторы Б. Г. Клейн, А. С. Проскурнин и А. П. Павленко.

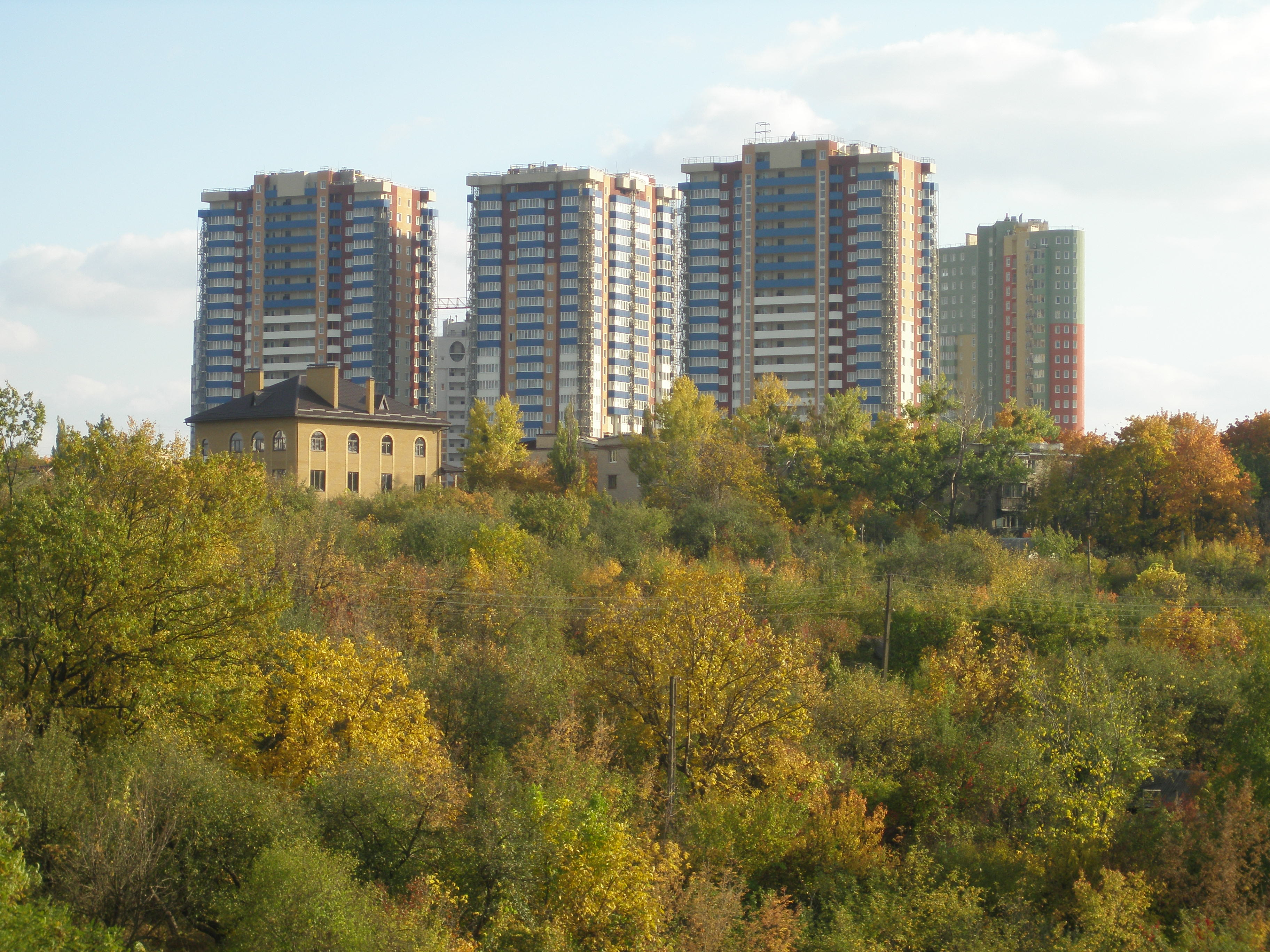
Новостройки на Павловом Поле. 2011 год

В 1958 году был разработан окончательный проект застройки с современным, прогрессивным на то время, решением в виде системы пяти крупных микрорайонов. В планировке массива впервые для Харькова применены различные принципы микрорайонирования и отражены поиски различных приёмов организации застройки: периметрально-симметричный (кварталы № 1 и 2), строчный и свободный (микрорайон № 5), смешанный, с выделением архитектурных доминант (микрорайон № 6). В 1969 началось строительство первого в Харькове 14-этажного дома.
Композиционные оси массива — проспект Ленина (ныне проспект Науки) и примыкающая к нему перпендикулярно улица 23 Августа. Застройку улицы 23 Августа вдоль бульвара формируют 14-этажные жилые дома, объединённые по первому этажу большими магазинами различного назначения. Эта застройка создаёт запоминающийся силуэт всего жилого массива. Авторы решения — архитекторы Г. М. Соколовский, Л. Н. Лоевская и В. С. Васильев.
Застройка района в целом была завершена в 1974 году, за исключением Лесопарка, многочисленного частного сектора и точечной застройки.
По подсчётам, на май 2012 года на Павловом Поле проживали 65 600 жителей.

## Транспортные коммуникации
Павлово Поле соединяется:

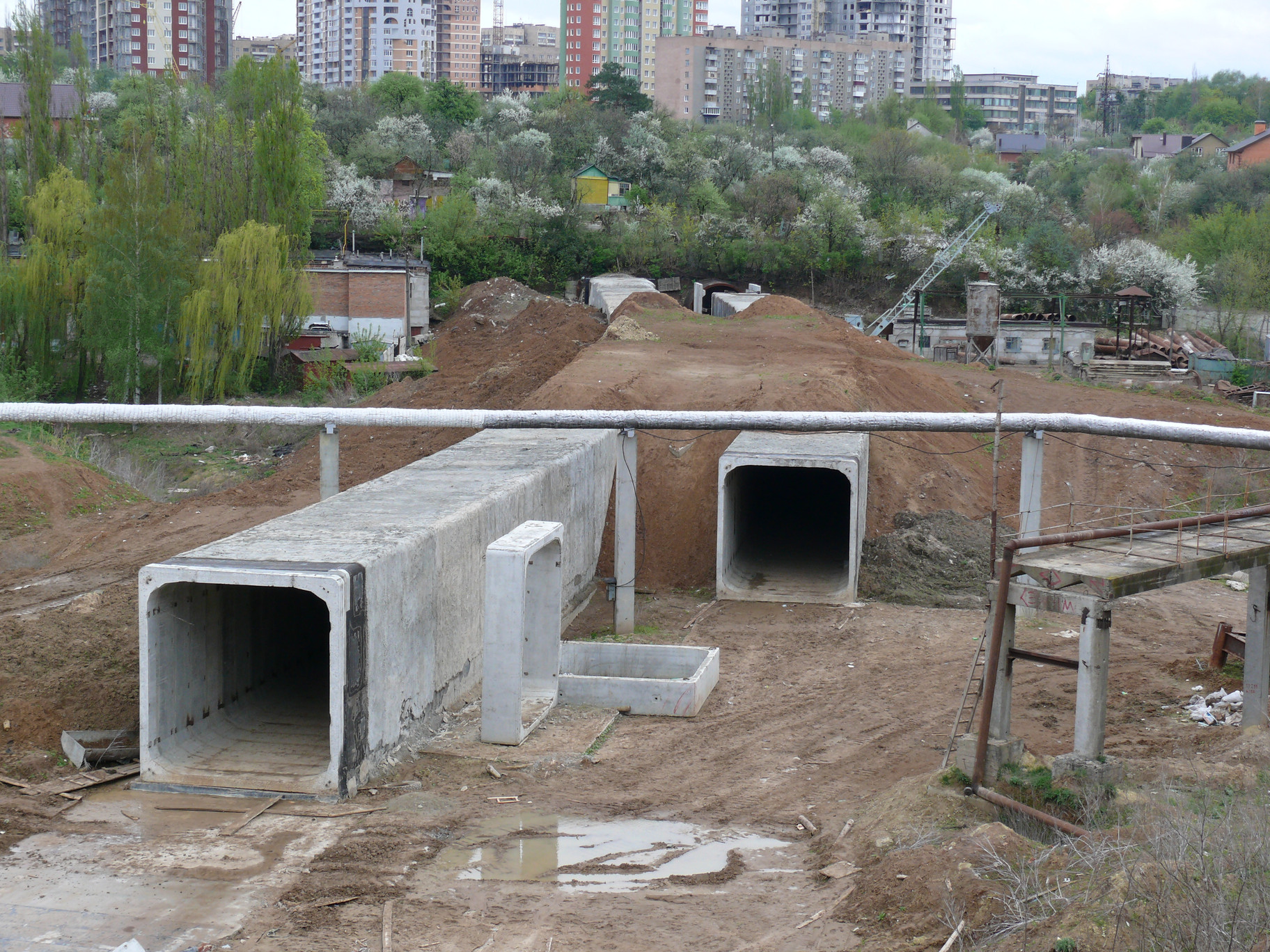
Строительство метро в Алексеевской балке

- с Нагорным районом — проспектом Науки через дамбу,
- с Южным вокзалом и центром города — улицей Клочковской,
- с Алексеевкой — улицами Клочковской, и Ахсарова через Алексеевский виадук,
- с улицей Сумской — улицей Деревянко, через мост над Саржиным яром и канатной дорогой от парка Горького через Саржин Яр.
- с Центральным парком культуры и отдыха — городской канатной дорогой.

На Павловом Поле расположены две станции Алексеевской линии метро — «23 Августа» и «Ботанический сад». Эта линия связывает район с центром города, оканчиваясь станцией «Метростроителей» в одном направлении, и с Алексеевкой, оканчиваясь станцией «Победа» — в противоположном.
Имеются многочисленные линии троллейбусов (по проспекту Науки, ул. 23 Августа, ул. Деревянко) (№ 2, № 12, № 18, № 40) автобусов и маршрутных такси.
Трамвая на Павловом Поле нет (проходит мимо по ул. Клочковской (№ 20)).

## Достопримечательности

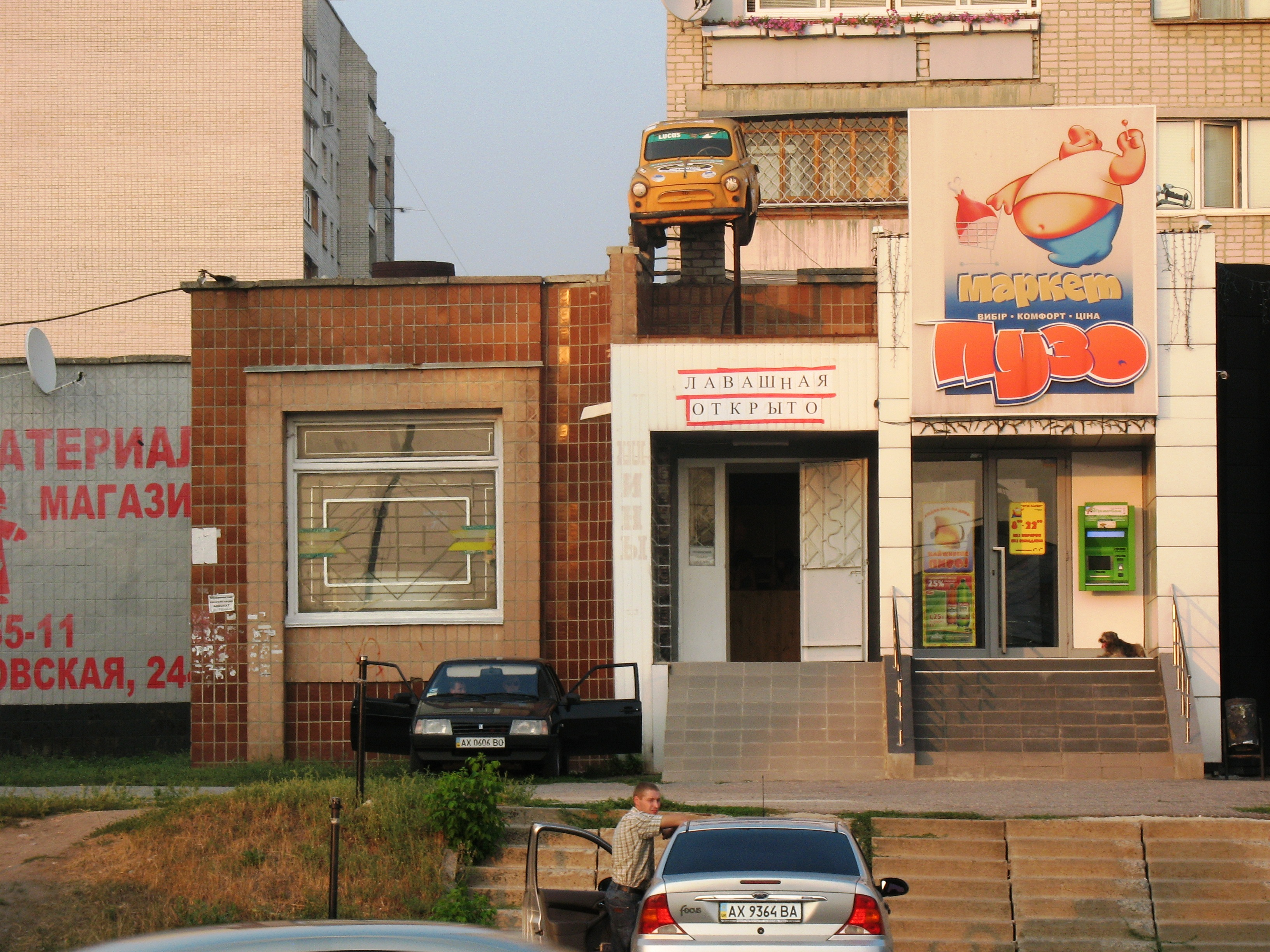
Памятник «горбатому». Клочковская, 244

- Рождества Христова — Сергиевский храм УПЦ МП на проспекте Науки, построен в 2002 году.
- Медицинский комплекс с Институтом неотложной хирургии на Старом Павловом Поле (4-я неотложка).
- Станция канатной подвесной дороги на углу ул. Отакара Яроша и 23 Августа (архитектор И. Е. Попов, мозаичное панно художника В. Я. Савенкова, 1970).

### Памятник Воину-освободителю
Расположен на углу улицы 23 Августа и проспекта Науки. Открыт в 1981 году. Архитекторы А. А. Максименко, Е. А. Святченко, Э. Ю. Черкасов, скульпторы Я. И. Рык, И. П. Ястребов.

### Институт низких температур
Построен на просп. Науки, 47 в 1963—1964 гг. по проекту архитекторов В. С. Васильева, Э. Ю. Черкасова и П. И. Арешкина. Комплекс образован шестью разноэтажными корпусами, связанными переходными галереями. Композиционным центром ансамбля служит объём актового зала, фасад которого украшает монументальное мозаичное панно «Ленин и наука» (художник С. Г. Светлорусов).

### Харьковская телебашня

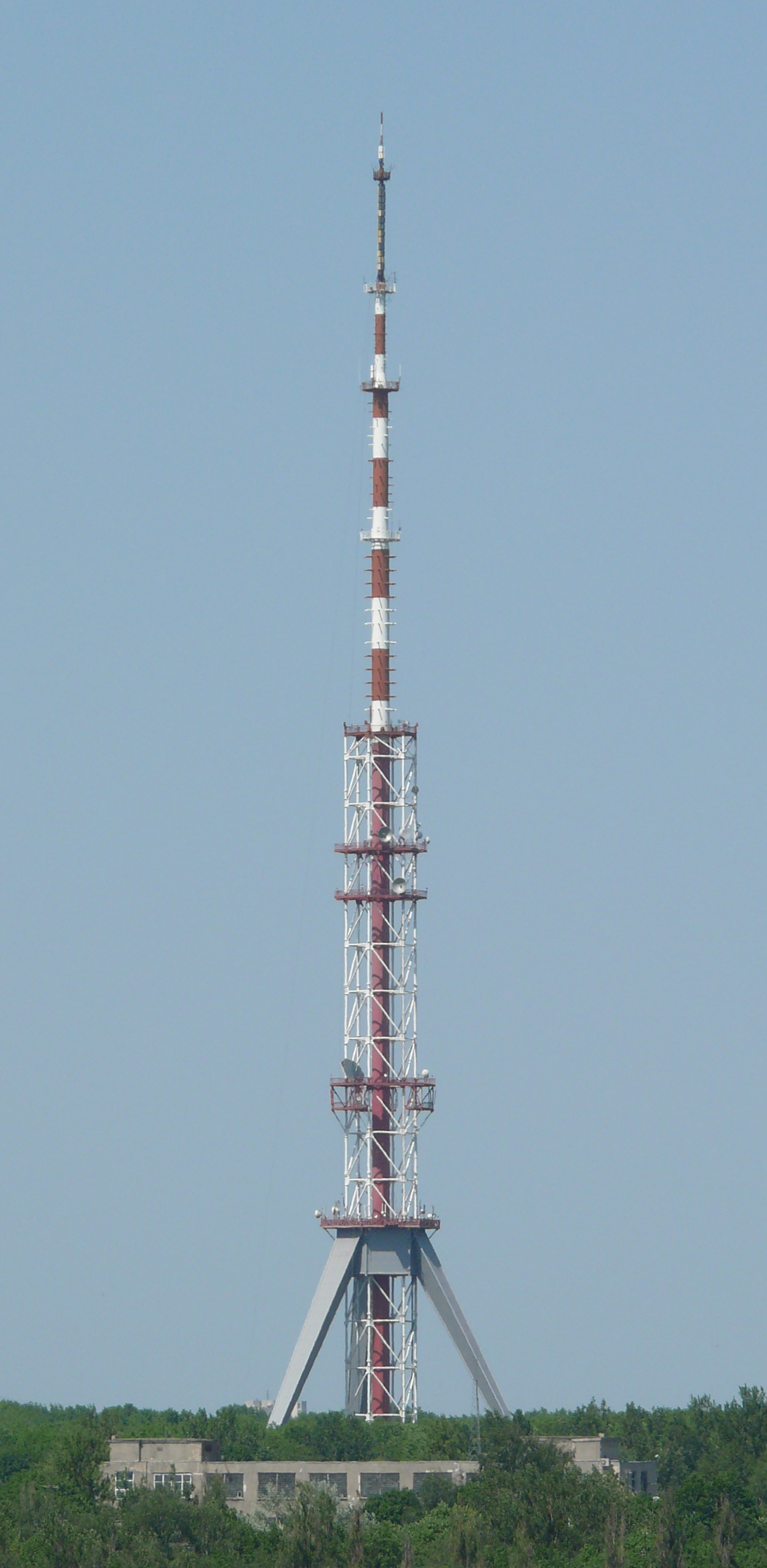
Харьковская телебашня

Расположена в пятистах метрах от ул. Алексея Деревянко вглубь лесопарка. Является третьей по высоте (240,7 м) свободностоящей башней на Украине и самым высоким сооружением на территории города. Телебашня построена по проекту УкрНИИпроектстальконструкция № 8989КМ «Башня Н = 240,7 м.» Киев, 1973 год. При её строительстве впервые в отечественной практике с помощью грузового вертолета МИ-10К были смонтированы конструкции фидерно-лифтового ствола Харьковской телебашни начиная с отметки 158 м.. Весь комплекс телецентра был введён в эксплуатацию 12 декабря 1981 года.

### Комплекс специализированных школ
В комплекс по улице Есенина входят музыкальная школа № 9 им. Сокальского, детская хореографическая школа и художественная школа № 1 имени Репина. Построены в 1967—1978 годах по проекту архитекторов В. А. Бахтина, К. И. Бакланова и Л. Г. Савенко. Фасады украшены декоративной мозаикой.

## Павлово Поле в популярной культуре
…На Павловом Поле, Наташа, на Павловом Поле

живые деревья подходят к высотным домам,

и воздухом бора сердца исцеляют от боли,

и музыкой Баха возвышенно дороги нам.

На Павловом Поле, Наташа, на Павловом Поле

мы пили за дружбу, но все это было давно,

и, если остался осадок из грусти и боли,

пусть боль перебродит и грусть превратится в вино.

На Павловом Поле, Наташа, на Павловом Поле

старинная дружба да будет легка на помин,

и в новые годы заради веселых застолий

сойдутся безумцы на праздник твоих именин.

На Павловом Поле, Наташа, на Павловом Поле.
— Борис Чичибабин, 1973

## Павлово Поле в литературе
В романе Олди-Валентинова «Нам здесь жить» Павлово Поле представлено как наиболее пострадавший в результате катаклизма район. Уцелели только Институт неотложной хирургии, ул. Отакара Яроша и дамба Новокомсомольского озера на улице Клочковской. Горожане называют этот район «Горелые Поля».

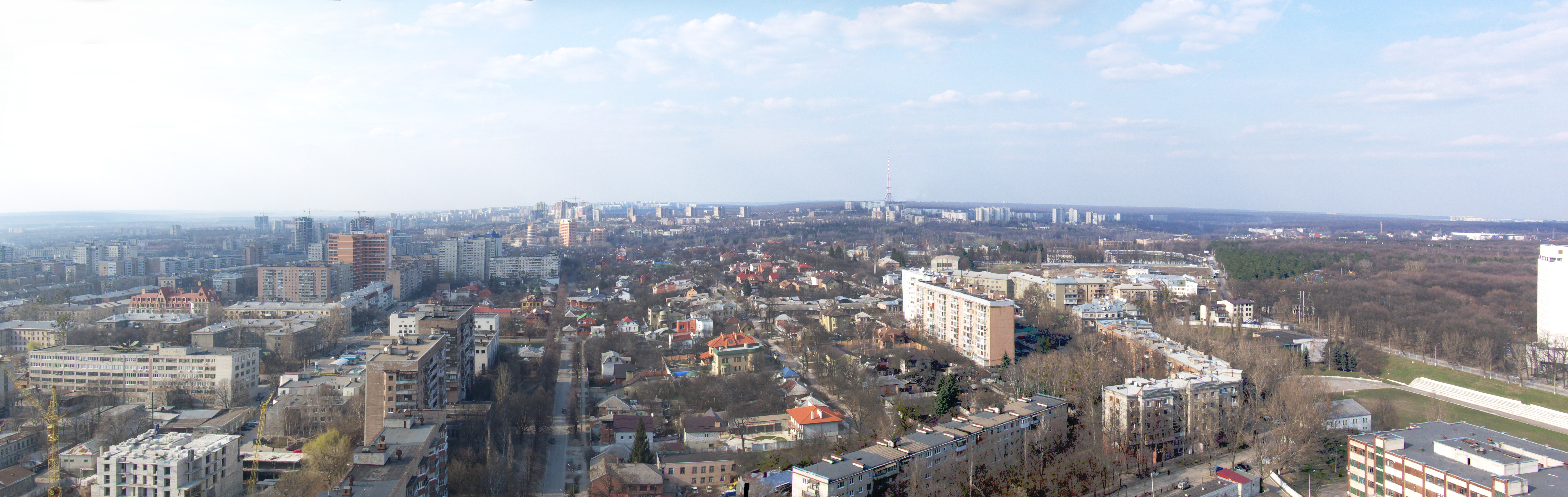
Панорама Павлова Поля (вдоль всего горизонта)